# ابوالحسین
ابوالحسین کنیه‌ای مذکر در زبان عربی است و کنیهٔ افراد زیر است:
- مسلم بن حجاج
- ابوالحسین احمد بن فارس رازی
- ابوالحسین احمد بن محمد
- ابوالحسین فارسی
- مهیار دیلمی